# Семерники
Семерники (біл. вёска Семернікі) — село в складі Молодечненського району Мінської області, Білорусь. Село підпорядковане Городоцькій сільській раді, розташоване в західній частині області.

## Iсторія
У 1921–1945 роках село i фільварок знаходилось у Польщі, у Вільнюській воєводствi, Вілейського повіту, c 1927 Молодечненського повіту гміні Гарадок.

## Населення
- 1921 рік - 244 люди, 46 будинки[1].
- 1931 рік - 248 люди, 53 будинки[2].